# Dalton Kincaid
Dalton Mosser Kincaid (geboren am 18. Oktober 1999 in Las Vegas, Nevada) ist ein US-amerikanischer American-Football-Spieler auf der Position des Tight Ends. Er spielte College Football für die Utah Utes in der NCAA Division I Football Bowl Subdivision (FBS) sowie zuvor für die San Diego Toreros in der NCAA Division I Football Championship Subdivision (FCS). Kincaid wurde im NFL Draft 2023 in der ersten Runde von den Buffalo Bills ausgewählt.

## Frühe Jahre und College
Kincaid besuchte die Faith Lutheran High School in seiner Heimatstadt Las Vegas, Nevada, und spielte lediglich in seinem letzten Highschooljahr 2017 Football. Zuvor hatte er sich auf Basketball konzentriert. Bereits in seinem ersten Footballspiel an der Highschool fing er neun Pässe für 100 Yards. Durch den Ausfall des stärksten Wide Receivers in seinem Highschoolteam avancierte Kincaid zur Hauptanspielstation im Passspiel und beendete die Saison mit 37 gefangenen Pässen für 745 Yards und acht Touchdowns.
Ab 2018 ging Kincaid auf die University of San Diego, um College Football für die San Diego Toreros zu spielen. Im Gegensatz zu bedeutenderen College-Football-Teams boten die in der FCS spielenden Toreros keine Stipendien für ihre Footballspieler an. Nach zwei überzeugenden Saisons für San Diego mit insgesamt 68 gefangenen Pässen für 1209 Yards und 19 Touchdowns wechselte Kincaid zu den Utah Utes der University of Utah in die sportlich bedeutendere FBS.
Zunächst spielte Kincaid bei den Utes in der Saison 2020 kaum eine Rolle, in seinem zweiten Jahr in Utah fing er 36 Pässe für 510 Yards und acht Touchdowns. In der Saison 2022 führte Kincaid, auch begünstigt durch den verletzungsbedingten Ausfall seines Positionskollegen Brant Kuithe, sein Team mit 70 gefangenen Pässen für 890 Yards und acht Touchdowns in allen drei Statistiken an, zudem waren 890 Yards in dieser Saison Bestwert eines Tight Ends in der FBS. Beim Sieg über die USC Trojans gelang Kincaid mit 234 Yards Raumgewinn der zweitbeste Wert in der Geschichte der Utes, dabei fing er alle 16 in seine Richtung geworfenen Pässe. Im letzten Spiel der Regular Season erlitt er eine Rückenverletzung, mit der er auch im Pac-12 Championship Game spielte, aber den Rose Bowl verpasste. Kincaid wurde in das All-Star-Team der Pacific-12 Conference gewählt.

## NFL
Im NFL Draft 2023 wurde Kincaid an 25. Stelle von den Buffalo Bills ausgewählt.